# Yevgueni Tíshchenko
Yevgueni Andréyevich Tíshchenko (en ruso: Евгений Андреевич Тищенко; Kanevskaya, 15 de julio de 1991) es un deportista ruso que compite en boxeo.
Participó en los Juegos Olímpicos de Río de Janeiro 2016, obteniendo una medalla de oro en el peso pesado. Ganó tres medallas en el Campeonato Mundial de Boxeo Aficionado entre los años 2013 y 2017, y dos medallas de oro en el Campeonato Europeo de Boxeo Aficionado, en los años 2015 y 2017.
En agosto de 2018 disputó su primera pelea como profesional. En diciembre de 2023 conquistó el título mundial de la AMB, en la categoría de peso supercrucero. En su carrera profesional tuvo en total 14 combates, con un registro de 13 victorias y una derrota.

## Palmarés internacional
| Juegos Olímpicos   | Juegos Olímpicos        | Juegos Olímpicos | Juegos Olímpicos |
| Año                | Lugar                   | Medalla          | Categoría        |
| ------------------ | ----------------------- | ---------------- | ---------------- |
| 2016               | Río de Janeiro (Brasil) | Medalla de oro   | 91 kg            |
| Campeonato Mundial |                         |                  |                  |
| Año                | Lugar                   | Medalla          | Categoría        |
| 2013               | Almaty (Kazajistán)     | Medalla de plata | 91 kg            |
| 2015               | Doha (Catar)            | Medalla de oro   | 91 kg            |
| 2017               | Hamburgo (Alemania)     | Medalla de plata | 91 kg            |
| Campeonato Europeo |                         |                  |                  |
| Año                | Lugar                   | Medalla          | Categoría        |
| 2015               | Samokov (Bulgaria)      | Medalla de oro   | 91 kg            |
| 2017               | Járkov (Ucrania)        | Medalla de oro   | 91 kg            |